# Jörg Biel
Jörg Biel (* 28. Juli 1943 in Neuffen; † 18. Juli 2015 in Grafenberg (Landkreis Reutlingen)) war ein deutscher Prähistorischer Archäologe und stand für 35 Jahre im Dienst der Landesarchäologie in Baden-Württemberg. Bis zu seinem Ruhestand im Jahr 2008 war er Baden-Württembergs Landeskonservator. 

## Leben und Wirken
Jörg Biel wurde in Neuffen am Fuße der Schwäbischen Alb geboren. Tief verwurzelt mit der Geschichte seiner Heimat studierte er am Institut für Vor- und Frühgeschichte, der Urgeschichte und Geologie der Eberhard Karls Universität Tübingen. Nach einem halbjährigen Aufenthalt in Ägypten, um an den Grabungen auf der Insel Elefantine teilzunehmen, kehrte er nach Tübingen zurück. Schon während des Studiums richtete sich Biel durch die Teilnahme an fünf Kampagnen der Heuneburg-Grabung, an Grabungen des ehemaligen Tübinger Staatlichen Amtes für Denkmalpflege und an Sondagen der Yale University in Nubien gezielt auf eine spätere Tätigkeit in der praktischen Archäologischen Denkmalpflege aus. Er wurde in Tübingen 1972 promoviert bei Wolfgang Kimmig mit einer Dissertation über „Vorgeschichtliche Höhensiedlungen in Südwürttemberg und Hohenzollern“. Sie erschien als 24. Band der „Forschungen und Berichte zur Vor- und Frühgeschichte in Baden-Württemberg“. Dieses Buch bildet bis heute die Grundlage zur Beurteilung der Siedlungsgeschichte der Schwäbischen Alb in der Vor- und Frühgeschichte.
Biel fand 1972 Anstellung beim neu gegründeten Landesdenkmalamt Baden-Württemberg in Stuttgart. Seine erste Aufgabe war die Erfassung archäologischer Denkmale in Listen. 1973 wurde er Referent im Regierungsbezirk Stuttgart, 1979 Konservator. 1986 übernahm er die Leitung des Referates Archäologische Denkmalpflege im Regierungsbezirk Stuttgart, 1994 wurde er zum Landesarchäologen ernannt und erhielt damit die Leitung der gesamten Archäologischen Denkmalpflege in Baden-Württemberg. Seit der Verwaltungsreform 2005 und der Neuorganisation der Denkmalpflege war Biel Leiter des Referates Grundsatzfragen und Wissenschaftliche Dienste im nun umbenannten Landesamt für Denkmalpflege im Regierungspräsidium Stuttgart. Am 1. August 2008 wurde Biel im Rahmen eines Festkolloquiums in Altheim in den Ruhestand verabschiedet.
Sein Hauptinteresse galt der Eisenzeit. Unter anderem grub er 1978/79 das frühkeltische Fürstengrab von Eberdingen-Hochdorf aus. Als Referatsleiter und Landesarchäologe sorgte er für die Stärkung der Archäologie in der Denkmalpflege des Landes Baden-Württemberg.

## Schriften (Auswahl)
- Der Keltenfürst von Hochdorf. Theiss, Stuttgart 1985, ISBN 3-8062-0425-X.
- Vorgeschichtliche Höhensiedlungen in Südwürttemberg-Hohenzollern (= Forschungen und Berichte zur Vor- und Frühgeschichte in Baden-Württemberg. Bd. 24). Theiss, Stuttgart 1987, ISBN 3-8062-0778-X.
- mit Sabine Rieckhoff: Die Kelten in Deutschland. Theiss, Stuttgart 2001, ISBN 3-8062-1367-4.